# Rhyacophila mirabilis
Rhyacophila mirabilis là một loài Trichoptera trong họ Rhyacophilidae. Chúng phân bố ở miền Cổ bắc.